# Медет-Аул
Медет-Аул — бывший аул в Бабаюртовском районе Дагестана. Входил в состав Ассааульского сельсовета. В 1939 году все население переселено в аул Асса-Аул, а аул ликвидирован.

## Географическое положение
Располагался на левом берегу реки Сулак, в 9 км к западу-северо-западу от поселка Сулак.

## История
Аул образован в 1923 году. По данным на 1929 год состоял 17 хозяйств и входил в состав Асса-Аульского сельсовета Бабаюртовского района. В 1930-е годы в Медет-Ауле располагалось отделение колхоза имени М. Горького. На основании постановления СНК ДАССР от 14 августа 1939 г. «О сселении хуторских населённых пунктов колхозов Бабаюртовского района в их основные населённые пункты» все население Медет-Аула (28 хозяйств) было переселено на центральную усадьбу колхоза в аул Асса-Аул.

## Население
В 1929 году в ауле проживало 72 человека (40 мужчин и 32 женщины), 100 % населения — ногайцы. По данным на начало 1939 года в ауле проживало 94 человека, в том числе 54 мужчины и 40 женщины.